# 여느 날의 실종
《여느 날의 실종》은 1989년 4월 30일 MBC TV에서 방영된 베스트셀러극장이다.

## 줄거리
우울증세 보인 뒤 가출한 아내 과거추적하다...
송 교수하고 윤영희는 7세 된 아들을 둔 평범한 부부다.
송 교수는 어느날 아내에게서 일련의 우울증세를 발견하게 된다.
그는 아내가 우울증세를 보인 뒤 가출을 하자 아내의 과거를 추적한다.
송 교수는 아내의 첫사랑이었던 남자가 군 고참병들을 내무반에서 사살한 후 아내가 매스컴의 주목을 받은 바가 있다는 사실이 밝혀지는데...

## 출연
- 정애리
- 김동현
- 나한일
- 천호진
- 문창근
- 한상혁
- 원유재, 노현용(아역)

| MBC 베스트셀러극장              | MBC 베스트셀러극장                   | MBC 베스트셀러극장            |
| 이전 작품                       | 작품명                               | 다음 작품                     |
| ------------------------------- | ------------------------------------ | ----------------------------- |
| 249회: 2009 서울 (1989. 4. 23.) | 250회: 여느 날의 실종 (1989. 4. 30.) | 251회: 그 얼굴 (1989. 5. 14.) |